# Kelme
La Kelme è un'azienda multinazionale spagnola di abbigliamento sportivo, con sede ad Elche.

## Storia
Fondata nel 1977 da Diego e José Quiles, produce calzature e abbigliamento sportivo. La sede principale è a Elche, nella provincia di Alicante. L'azienda ha una diffusione a livello mondiale, avendo ampliato la propria distribuzione oltre all'Europa anche in India, Brasile, Indonesia, Corea del Sud. Ha delle filiali negli Stati Uniti, e nel 1995 ha avviato la produzione in Russia.
Dal 2008 la Kelme è controllata da Tirant Inversión, venture capital che dopo una complessa operazione finanziaria ha acquisito l'azienda che versava in condizioni di difficoltà. Nel 2011 la Kelme ha fatturato 13,5 milioni di euro. L'azienda entrò in crisi all'inizio degli anni duemila. Nel 2002 la Generalitat Valenciana guidata dal Partito Popolare concesse un credito di 9 milioni per tentare di salvare la Kelme; l'azienda (controllata dal governo valenciano) stilò un piano pluriennale che le consentisse una ripresa. Nell'aprile 2008 fu poi acquisita da Tirant Inversión.
Prima della crisi degli anni duemila, la Kelme conobbe momenti di ampia popolarità: nel 1992 sponsorizzò la Spagna ai Giochi olimpici; fu sponsor tecnico del Real Madrid dal 1994 al 1998 e del Torino Calcio dal 1996 al 2001; diede vita all'omonima squadra ciclistica nel 1980.